# Przedział wielowymiarowy
Przedział a. prostopadłościan wielowymiarowy – podzbiór przestrzeni afinicznej (bądź euklidesowej) będący odpowiednikiem przedziału na prostej. W przestrzeniach jedno- (prosta), dwu- (płaszczyzna) i trójwymiarowych nazywa się je czasami po prostu odcinkami, prostokątami i prostopadłościanami.

## Definicja
Niech {\displaystyle P_{1},\dots ,P_{k}} będą dowolnymi przedziałami w {\displaystyle \mathbb {R} .} Przedziałem {\displaystyle k}-wymiarowym, lub krótko: przedziałem, przestrzeni {\displaystyle \mathbb {R} ^{k}} nazywa się zbiór postaci
{\displaystyle P^{(k)}=P_{1}\times \ldots \times P_{k}.}
Nic nie stoi na przeszkodzie, aby punkt traktować jako przedział {\displaystyle 0}-wymiarowy. W związku z tym można wyróżnić przedziały zdegenerowane, dla których {\displaystyle P_{i}} dla pewnego {\displaystyle i\in \{1,\dots ,k\}} w powyższej definicji jest punktem.
Często ze względów technicznych przyjmuje się, iż zbiór pusty również jest przedziałem wielowymiarowym dla {\displaystyle k=-1.} Przedziały wielowymiarowe złożone z przedziałów jednostkowych, zwykle {\displaystyle [0,1],} nazywa się czasem kostkami wielowymiarowymi.

## Objętość
Objętością {\displaystyle k}-wymiarową, bądź krótko: objętością, przedziału {\displaystyle P\subset \mathbb {R} ^{k}} nazywa się iloczyn długości przedziałów jednowymiarowych, których iloczyn kartezjański jest rozpatrywanym przedziałem:
{\displaystyle |P|_{k}=|P_{1}|\dots |P_{k}|,}
gdzie przez {\displaystyle |\cdot |} rozumie się długość przedziału jednowymiarowego, zaś przez {\displaystyle |\cdot |_{k}} – {\displaystyle k}-wymiarowego; dla wygody indeks {\displaystyle k} bywa zwykle pomijany.

### Konwencje
Może się zdarzyć, że dla {\displaystyle k\geqslant 2} przedział {\displaystyle P_{k}} może być zarazem nieograniczony, jak i zdegenerowany. Wówczas wartość iloczynu definiującego objętość jest wtedy nieokreślona, gdyż występują w nim czynniki {\displaystyle \infty } oraz {\displaystyle 0.} Przykładem może być prosta {\displaystyle \{(x,0)\colon x\in \mathbb {R} \}} na płaszczyźnie {\displaystyle \mathbb {R} ^{2},} która jest nieograniczona i zdegenerowana. Intuicja dotycząca prostej wskazuje, iż prosta nie ma dwuwymiarowej objętości (pola). Obserwacja ta uzasadnia szeroko stosowane równości
{\displaystyle 0\cdot \infty =\infty \cdot 0=0.}
Powyższa umowa obowiązuje w całej teorii miary i całki Lebesgue’a. Symbol {\displaystyle \infty } należy odróżnić od stosowanych w pozostałych konwencjach działań arytmetycznych na liczbach nieskończonych symboli {\displaystyle -\infty } oraz {\displaystyle +\infty } (ostatni bywa czasem dla skrócenia zapisu zapisywany po prostu {\displaystyle \infty }), które nie ulegają zmianie w stosunku do tych dotyczących granic funkcji.

### Miara zewnętrzna
Przyjmuje się także, że objętość zbioru pustego jest równa zeru. Ponieważ dla przedziałów {\displaystyle P,Q\in \mathbb {R} ^{n}} zawieranie {\displaystyle P\subseteq Q} pociąga za sobą nierówność {\displaystyle |P|\leqslant |Q|,} to objętość jest monotoniczna. Założenie przeliczalnej podaddytywności objętości {\displaystyle |\cdot |} sprawia, że staje się ona miarą zewnętrzną. Stąd niedaleko już do określenia miary zewnętrznej Lebesgue’a wykorzystywanej przy konstrukcji miary Lebesgue’a, która służy wyznaczaniu ogólnej „objętości” podzbiorów {\displaystyle \mathbb {R} ^{n}.}